# 麥卓賢
麥卓賢（英語：MAK Cheuk Yin, Michael，1994年4月30日—），香港保齡球運動員。因年紀輕輕便出道並成為港隊代表，而有「新保齡神童」的外號；曾兩度當選香港傑出運動員選舉的「香港傑出青少年運動員」。
麥卓賢在2006年畢業於僑港伍氏宗親會伍時暢紀念學校，曾就讀於屯門崇真書院，後轉校至中華基督教會譚李麗芬紀念中學就讀。

## 簡歷
麥卓賢九歲已在區內的訓練班學習保齡球，後參加了香港保齡球總會的「明日之星甄選計畫」，入選香港代表隊，並開始跟隨蔣國輝教練作專業訓練。
2009年，麥卓賢代表中國香港參加在新加坡舉行的第一屆亞洲青年運動會，奪得男子單打賽及男子四人隊際賽金牌和男子個人全能銀牌。
2010年，麥卓賢代表中國香港參加2010年廣州亞運會，與隊友合作贏得男子五人隊際賽銅牌。
2014年9月，麥卓賢代表中國香港參加南韓仁川亞運會保齡球比賽，與胡兆康、曾德軒、甘兆麟、楊偉基和陳逸朗合作贏得男子五人隊際賽銅牌。
2017年12月，麥卓賢出戰美國拉斯維加斯舉行的世界保齡球錦標賽，與胡兆康及曾德軒合作參加男子三人賽。三人先以第二名的成績晉級四強賽；在四強賽中，他們以616:613分險勝芬蘭組合晉身決賽；在決賽面對中華台北，三人平均打出219.67分，總分以659:610分取得勝利，歷史性在世錦賽奪得金牌。

## 個人榮譽
- 香港傑出運動員選舉

「香港傑出運動員」（2013年、2016年 - 共2次當選）
「香港傑出青少年運動員」（2009年、2010年 - 共2次當選）
「香港最佳運動組合」
－ 第22屆亞洲保齡球錦標賽男子五人隊（2012年）
－ 2017世界保齡球錦標賽男子三人隊（2017年）